# Jalālīyeh Shomālī
Jalālīyeh Shomālī (persiska: جلالیّه شمالی) är en ort i Iran.   Den ligger i provinsen Khuzestan, i den västra delen av landet, 600 km sydväst om huvudstaden Teheran. Jalālīyeh Shomālī ligger 14 meter över havet och antalet invånare är 671.
Terrängen runt Jalālīyeh Shomālī är mycket platt. Runt Jalālīyeh Shomālī är det ganska glesbefolkat, med 43 invånare per kvadratkilometer. Närmaste större samhälle är Sūsangerd, 8,0 km nordväst om Jalālīyeh Shomālī. Omgivningarna runt Jalālīyeh Shomālī är i huvudsak ett öppet busklandskap.